# Mihaela
Mihaela ist ein weiblicher Vorname.

## Herkunft und Bedeutung
Mihaela ist die rumänische, slowenische, kroatische und mazedonische Form von Michaela.

## Namensträgerinnen
- Mihaela Botezan (* 1976), rumänische Langstreckenläuferin
- Mihaela-Veronica Foișor (* 1994), rumänische Schachspielerin
- Mihaela Gurdon-Basimamovic (* 1971), kroatische Fußballspielerin und FIFA-Schiedsrichterin
- Mihaela Loghin (* 1952), rumänische Kugelstoßerin
- Mihaela Melinte (* 1975), rumänische Hammerwerferin
- Mihaela Pavlek (* 1986), kroatische Fußballspielerin
- Mihaela Peneș (1947–2024), rumänische Leichtathletin
- Mihaela Purdea (* 1982), rumänische Biathletin
- Mihaela Sandu (* 1977), rumänische Schachspielerin
- Mihaela Stănculescu-Vosganian (* 1961), rumänische Komponistin
- Mihaela Șteff (* 1978), rumänische Tischtennisspielerin
- Mihaela Ursuleasa (1978–2012), rumänische Pianistin